# Georgij Vins
Georgij Petrovič Vins (Георгий Петрович Винс; 4. srpna 1928 Blagověščensk, SSSR – 11. ledna 1998 Elkhart, USA) byl ruský baptistický pastor pronásledovaný sovětským režimem. Jeho syn Petro Vins byl jedním ze zakládajících členů Ukrajinské Helsinské skupiny (UGG).
Poté, co byl vypovězen ze SSSR, založil misijní organizaci Russian Gospel Ministries International.